# Excellaoma retipora
Excellaoma retipora är en snäckart som först beskrevs av Cox 1867.  Excellaoma retipora ingår i släktet Excellaoma och familjen punktsnäckor. Inga underarter finns listade i Catalogue of Life.